# 21 Questions
21 Questions (englisch für „21 Fragen“) ist ein Lied des US-amerikanischen Rappers 50 Cent, das er zusammen mit dem R&B-Sänger Nate Dogg aufnahm. Der Song ist die dritte Singleauskopplung seines ersten Studioalbums Get Rich or Die Tryin’ und wurde am 4. März 2003 veröffentlicht.

## Inhalt
| Liedteil   | Künstler  |
| 1. Strophe | 50 Cent   |
| Refrain    | Nate Dogg |
| 2. Strophe | 50 Cent   |
| 3. Strophe | 50 Cent   |
| Outro      | Nate Dogg |

21 Questions ist ein Liebeslied, das 50 Cent aus der Perspektive des lyrischen Ichs rappt. In der ersten Strophe sagt er seiner Freundin, wie schön sie sei und wie sehr er sie liebe. Anschließend stellt er ihr 21 Fragen, die sich alle um ihre Beziehung und die Loyalität zueinander drehen. Dabei ist die wichtigste Frage, ob sie ihn nur wegen seines Reichtums und seiner Berühmtheit liebe oder auch mit ihm zusammen wäre, wenn er arm wäre.

“Girl, it’s easy to love me now

Would you love me if I was down and out?

Would you still have love for me?”

## Produktion
Der Song wurde von dem US-amerikanischen Musikproduzenten Dirty Swift, Teil des Produzenten-Duos Midi Mafia, produziert, wobei er ein Sample des Liedes It’s Only Love Doing It’s Thing von Barry White verwendete. Als Autoren sind neben 50 Cent und Dirty Swift auch Vella Cameron und Jimmie Cameron gelistet, während Nate Dogg nicht am Songwriting beteiligt war.

## Musikvideo
Bei dem zu 21 Questions gedrehten Musikvideo führten der US-amerikanische Regisseur Philip G. Atwell sowie Musikproduzent Dr. Dre Regie. Es verzeichnet auf YouTube rund 370 Millionen Aufrufe (Stand Januar 2021).
Zu Beginn des Videos befinden sich 50 Cent und seine Freundin, gespielt von Meagan Good, zusammen in ihrem Haus, wo 50 Cent sein Geld zählt, als plötzlich eine Gruppe Polizisten mit Blaulicht vor dem Gebäude anhält. Daraufhin verstecken sie schnellstmöglich das Geld und warten darauf, dass die Polizei das Haus stürmt. Anschließend wird 50 Cent mit anderen Verhafteten im Polizeiwagen ins Gefängnis gebracht. Dort hält er weiterhin Kontakt zu seiner Freundin per Telefon und über Gefängnisbesuche. So besticht er einen Polizisten, um mit ihr ungestört Zeit zu verbringen und intim zu werden. Es kommt jedoch immer wieder zum Streit mit einem anderen Häftling, gespielt von Tyson Beckford, der ihre Treffen stört und mit 50 Cent in eine Schlägerei verwickelt wird. Das Video endet mit der Fortsetzung der Anfangsszene: Nachdem sie das Geld versteckt haben, bemerken 50 Cent und seine Freundin, dass die Polizei ihren Nachbarn festnimmt und es nicht auf sie abgesehen hat. Die Gefängnisszenen waren somit nur 50 Cents Einbildung. Im Video sind auch Nate Dogg sowie die G-Unit-Mitglieder Lloyd Banks und Young Buck als Gefängnisinsassen zu sehen.

## Single

### Covergestaltung
Das Singlecover zeigt 50 Cents tätowierten Rücken, auf dem der Schriftzug Southside und die Zahl 50 zu sehen sind. Links oben im Bild befinden sich 50 Cents Logo in Schwarz sowie der Titel 21 Questions in Weiß. Der Hintergrund ist weiß gehalten.

### Titelliste
1. 21 Questions (Album Version) – 3:44
2. Soldier (feat. G-Unit) – 3:42
3. 21 Questions (Live) – 3:34
4. 21 Questions (Video) – 4:18

### Chartplatzierungen
21 Questions stieg am 14. Juli 2003 auf Platz 39 in die deutschen Singlecharts ein und erreichte vier Wochen später mit Rang 35 die höchste Platzierung. Insgesamt konnte sich der Song neun Wochen lang in den Top 100 halten. Am erfolgreichsten war die Single in den Vereinigten Staaten, wo sie für vier Wochen die Chartspitze belegte. Auch in Australien, den Niederlanden, Neuseeland und dem Vereinigten Königreich erreichte der Song die Top 10.
| ChartsChartplatzierungen       | Höchstplatzierung | Wochen |
| ------------------------------ | ----------------- | ------ |
| Deutschland (GfK)              | 35 (9 Wo.)        | 9      |
| Österreich (Ö3)                | 39 (7 Wo.)        | 7      |
| Schweiz (IFPI)                 | 14 (14 Wo.)       | 14     |
| Vereinigte Staaten (Billboard) | 1 (23 Wo.)        | 23     |
| Vereinigtes Königreich (OCC)   | 6 (11 Wo.)        | 11     |

| ChartsJahrescharts (2003)      | Platzierung |
| ------------------------------ | ----------- |
| Schweiz (IFPI)                 | 80          |
| Vereinigte Staaten (Billboard) | 14          |

### Auszeichnungen für Musikverkäufe
21 Questions wurde 2023 für mehr als vier Millionen Verkäufe in den Vereinigten Staaten mit einer vierfachen Platin-Schallplatte ausgezeichnet. Im Vereinigten Königreich erhielt die Single 2024 eine doppelte Platin-Schallplatte für über 1,2 Millionen verkaufte Einheiten. Zudem bekam das Lied 2023 für mehr als 150.000 Verkäufe in Deutschland eine Goldene Schallplatte.
| Land/Region                  | Auszeichnungen für Musikverkäufe (Land/Region, Auszeichnung, Verkäufe) | Verkäufe  |
| ---------------------------- | ---------------------------------------------------------------------- | --------- |
| Australien (ARIA)            | Platin                                                                 | 70.000    |
| Brasilien (PMB)              | Gold                                                                   | 30.000    |
| Dänemark (IFPI)              | Gold                                                                   | 45.000    |
| Deutschland (BVMI)           | Gold                                                                   | 150.000   |
| Italien (FIMI)               | Gold                                                                   | 50.000    |
| Neuseeland (RMNZ)            | 4× Platin                                                              | 120.000   |
| Spanien (Promusicae)         | Gold                                                                   | 30.000    |
| Vereinigte Staaten (RIAA)    | 4× Platin (Single) · + Gold (Mastertone)                               | 4.500.000 |
| Vereinigtes Königreich (BPI) | 2× Platin                                                              | 1.200.000 |
| Insgesamt                    | 6× Gold · 11× Platin ·                                                 | 6.195.000 |

Hauptartikel: 50 Cent/Auszeichnungen für Musikverkäufe

## Remix
Im April 2003 wurde von der R&B-Sängerin Lil’ Mo eine offizielle Remixversion des Songs mit dem Titel 21 Answers veröffentlicht.